# Carlo Liviero
Carlo Liviero (Vicenza, 29 maggio 1866 – Fano, 7 luglio 1932) è stato un vescovo cattolico italiano, vescovo di Città di Castello e fondatore della congregazione delle Piccole ancelle del Sacro Cuore; è stato proclamato beato da papa Benedetto XVI nel 2007.

## Biografia
Sacerdote dal 1888, svolse il suo ministero come parroco a Gallio (VI), paese nell'altopiano dei Sette Comuni, e poi ad Agna, nella bassa pianura padana.
Il 6 gennaio 1910 fu eletto vescovo di Città di Castello da papa Pio X; ricevette la consacrazione episcopale dal vescovo Luigi Pellizzo. Fece il suo ingresso in diocesi il 28 giugno seguente. Un mese dopo il suo arrivo, (luglio 1910), fondò il settimanale diocesano  Voce di popolo. Fondò quindi una scuola elementare (1912), una tipografia vescovile (1912), una sala cinematografica (1912) e un "Pensionato Sacro Cuore" per studenti (1915), in seguito una "Libreria Sacro Cuore" e una biblioteca itinerante (1919).
All'inizio del primo conflitto mondiale fondò la "Pia Opera del Sacro Cuore di Gesù" per gli orfani di guerra e i bambini abbandonati (luglio 1915) e, per gestire l'opera, istituì la Congregazione delle "Piccole Ancelle del Sacro Cuore" (agosto 1915).
In seguito fondò per loro a Pesaro la "Colonia marina Sacro Cuore" (1925). Molte di queste istituzioni  sono tuttora esistenti.
Coinvolto in un incidente automobilistico il 24 giugno 1932 a Fano, appena passato il ponte sul Torrente Arzilla, mentre si recava a Pesaro, morì il 7 luglio 1932 presso l'Ospedale "Santa Croce" di Fano, ove fu ricoverato per le gravi lesioni subite. Fu sepolto nel cimitero di Città di Castello, ma nel 1933 i suoi resti furono traslati nella cripta della cattedrale.

## Culto
Il primo vescovo a parlare della possibilità di promuovere una causa per la beatificazione è mons. Pompeo Ghezzi, che come vescovo di Sansepolcro aveva collaborato con mons. Liviero e che nel 1956 sollecita in tal senso la superiora generale delle Piccole Ancelle del Sacro Cuore. Nel 1959, il vescovo tifernate mons. Luigi Cicuttini promuove una raccolta di testimonianze e nel 1974 viene presentato al vescovo mons. Cesare Pagani il supplex libellus per l'inizio della causa, che nel 1976 riceve il nulla osta del papa. Tra 1977 e 1982 svolge la sua indagine il tribunale diocesano. Nel 2000 il papa riconosce le virtù eroiche del Liviero. Il 16 dicembre 2006, infine, Benedetto XVI ha autorizzato la Congregazione per le Cause dei Santi a pubblicare il decreto con il quale si riconosce un miracolo attribuito all'intercessione di Carlo Liviero e relativo alla guarigione di Domenica Mariotti, avvenuta nel 1983. La donna aveva contratto l'infezione tetanica ed era entrata in coma irreversibile con complicanze broncopolmonari, epatiche, metaboliche ed emolitiche. Le Piccole Ancelle che erano a Force cominciarono a pregare il Servo di Dio e due giorni dopo le condizioni della Mariotti cominciano a migliorare.
Il rito di beatificazione, presieduto dal cardinale José Saraiva Martins, fu celebrato il 27 maggio 2007 nella piazza del duomo di Città di Castello.
La memoria liturgica è il 30 maggio, (giorno del battesimo, nel 1866), come disposto nel decreto pontificio di beatificazione il 24 maggio 2007.

## Genealogia episcopale e successione apostolica
La genealogia episcopale è:
- Cardinale Scipione Rebiba
- Cardinale Giulio Antonio Santori
- Cardinale Girolamo Bernerio, O.P.
- Arcivescovo Galeazzo Sanvitale
- Cardinale Ludovico Ludovisi
- Cardinale Luigi Caetani
- Cardinale Ulderico Carpegna
- Cardinale Paluzzo Paluzzi Altieri degli Albertoni
- Papa Benedetto XIII
- Papa Benedetto XIV
- Papa Clemente XIII
- Cardinale Marcantonio Colonna
- Cardinale Giacinto Sigismondo Gerdil, B.
- Cardinale Giulio Maria della Somaglia
- Cardinale Carlo Odescalchi, S.I.
- Cardinale Fabio Maria Asquini
- Cardinale Giuseppe Luigi Trevisanato
- Cardinale Domenico Agostini
- Cardinale Giuseppe Callegari
- Arcivescovo Pietro Zamburlini
- Arcivescovo Luigi Pellizzo
- Vescovo Carlo Liviero

La successione apostolica è:
- Vescovo Bonaventura Porta (1917)
- Arcivescovo Agostino Mancinelli (1931)